# Řád za zásluhy (Bulharsko)
Řád za zásluhy neboli Záslužný řád (bulharsky: Орден «За заслуга») bylo státní vyznamenání Bulharského knížectví a později Bulharského carství. Řád byl založen roku 1881 Alexandrem I. Bulharským. Udílen byl za zásluhy důstojníkům bulharské armády.

## Historie a pravidla udílení
Řád byl založen dne 12. prosince 1881 bulharským carem Alexandrem I. Bulharským. Udílen byl důstojníkům za službu v armádě v dobách války i v dobách míru. Po pádu bulharské monarchie roku 1946 přestal být udílen.

## Insignie
Řádový odznak byl stříbrný nebo pozlacený a měl tvar kulatého medailonu orámovaného vavřínovým věncem. Průměr medaile byl 34 mm. Na přední straně byl vyobrazen portrét vládnoucího panovníka. Na zadní straně byl korunovaný bulharský lev umístěný na německém gotickém štítu. Štít byl lemován vavřínovými větvičkami a nápisem v cyrilici За заслуга (za zásluhy). Celý medailon byl umístěn na zkřížených mečích. Vzhled odznaku se v jednotlivých emisích mírně lišil například tloušťkou písma, šířkou věnce či tvarem štítu.
Na první verzi medaile používané v letech 1883–1886 byl portrét Alexandra I. Bulharského, na druhé verzi používané v letech 1887–1908 byl vyobrazen Ferdinand I. Bulharský, na třetí verzi udílené v letech 1908–1918 byl vyobrazen Ferdinand I. jakožto bulharský car a na čtvrté verzi udílené v letech 1918–1946 byl vyobrazen car Boris III.
V případě udělení řádu důstojníkům za službu v armádě byl řádový odznak udílen na stuze Řádu za chrabrost modré barvy se stříbrnými pruhy po obou stranách. V případě udělení řádu v době míru byl odznak udílen na stuze červené barvy odpovídají stuze Řádu svatého Alexandra.

Řádový odznak byl nošen na stuze složené do tvaru trojúhelníku nalevo na hrudi.

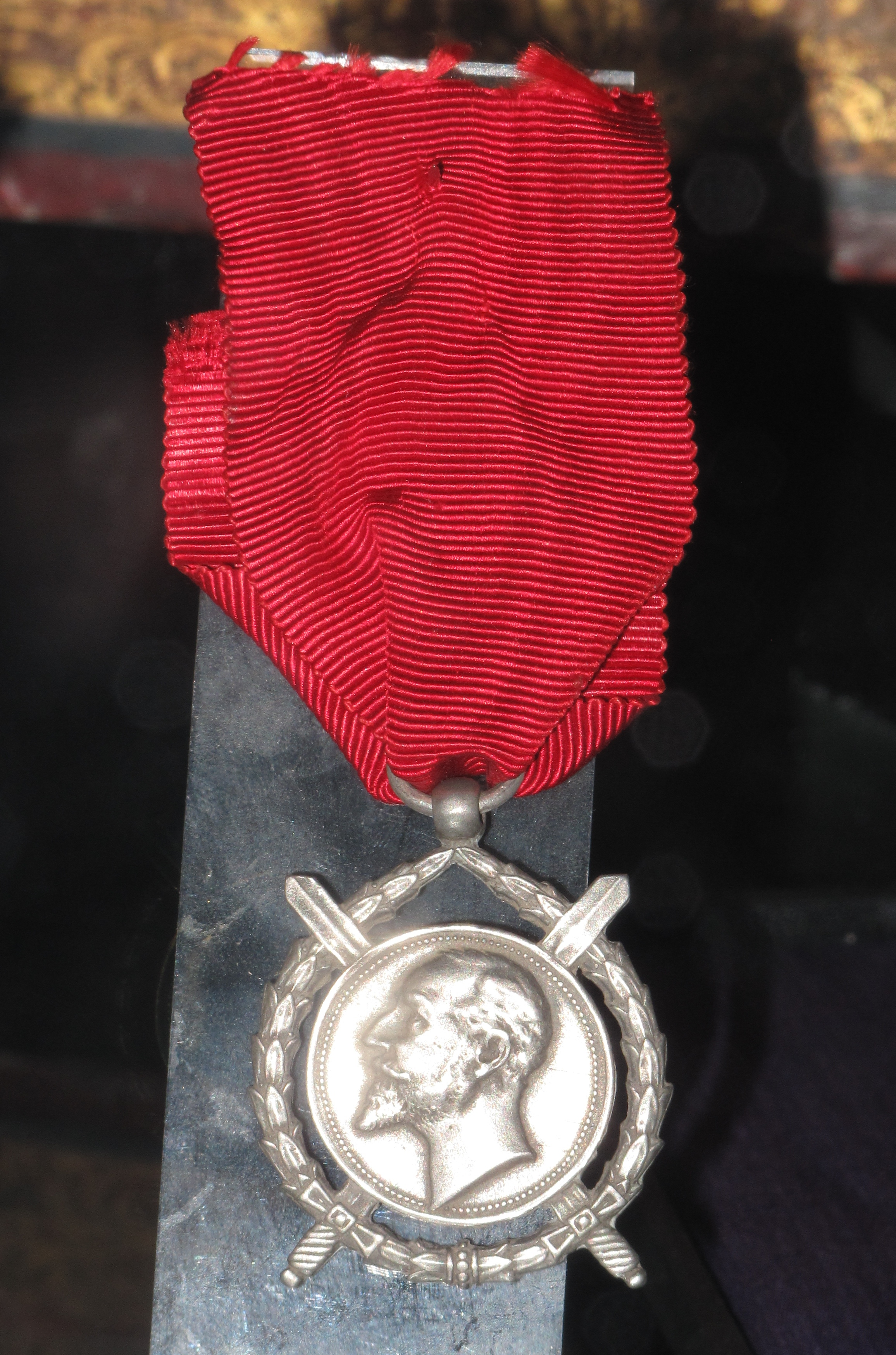
Řád II. třídy na červené stuze, 3. verze
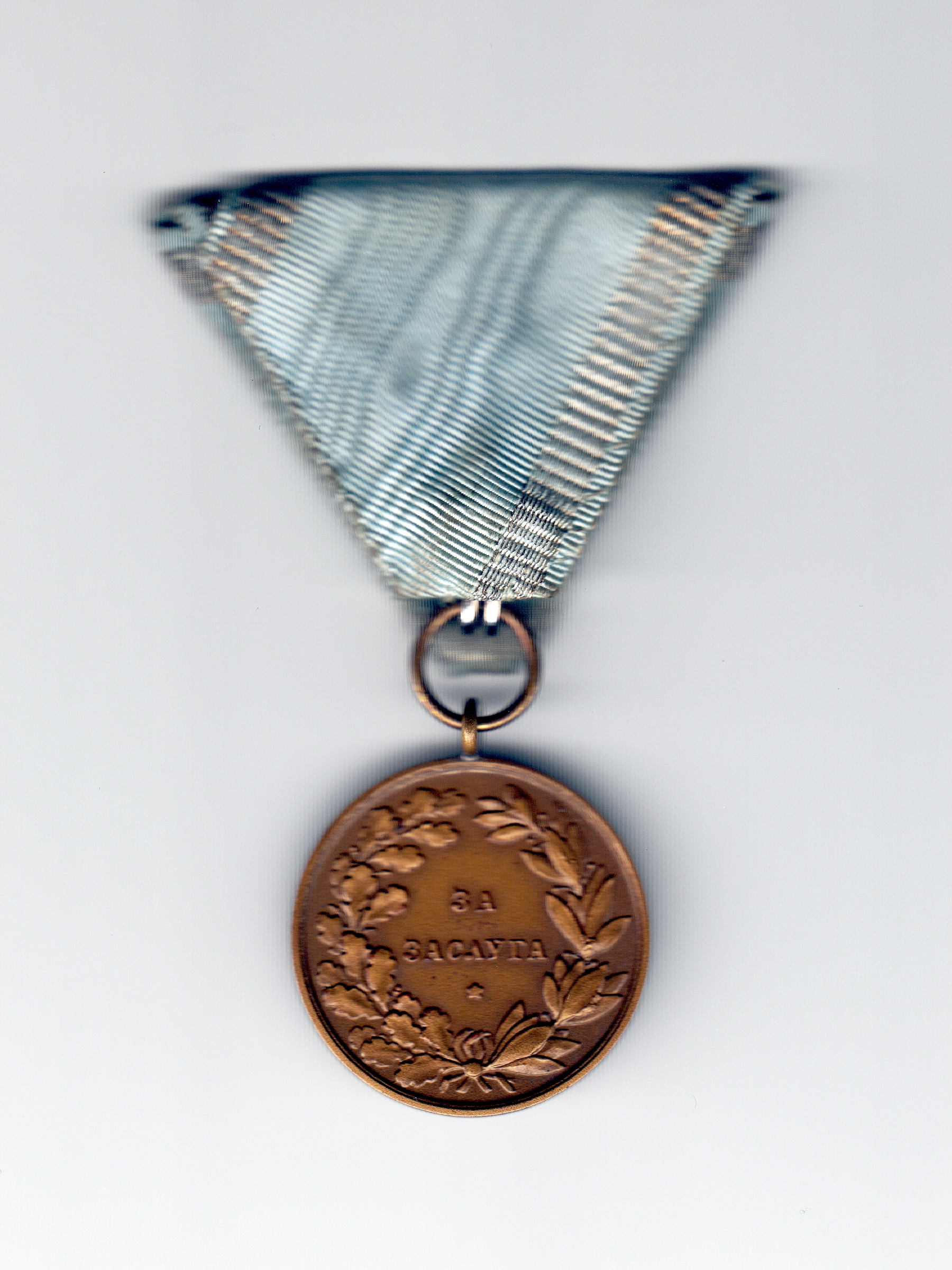
Zadní strana 4. verze na světle modré stuze